# Gbarans
Els gbarans són els membres d'un clan ijaw que viuen al llarg del rierol Taylor ("Gbarantoru"), al centre de l'estat de Bayelsa, al sud de Nigèria. Entre els assentaments gbarans hi ha: Okodiama (la més antiga), Poloaku, Obinagha, Ogboloma, Nedugo, Agbia, Ibiaye i Koroama. Les tradicions culturals dels gbarans s'han mantingut bé perquè les diverses poblacions són properes i estan en contacte a través del rierol Taylor. El déu del clan és Gbaran Ziba.

## Història

### Origen i migracions
Els gbarans, així com els kabos i els kumbos provenen de la ciutat d'Oporoza, situada a l'oest del delta del Níger. Els ancestres d'aquests tres clans eren part d'una gran família que va abandonar la ciutat d'Oporoza, situada a la costa dels esclaus a finals del segle xv. Segons la tradició, els fills del rei Pere Oporoza II, que va regnar entre el 1426 i el 1468 foren els que van iniciar la migració. en aquesta època, els portuguesos ja visitaven la costa del delta del Níger per a posar-se en contacte amb Benin City. Des de llavors, les poblacions costaneres van començar a fer raids per a capturar persones per a vendre-les als portuguesos com esclaus. Això va provocar que la regió va esdevenir insegura i que fes decidir als avantpassats dels gbarans d'emigrar. Aquests van emigrar seguint el curs del riu Forcados riu amunt fins que van arribar al territori dels Erowhes. Però, com que no se sentien segurs en el nou emplaçament, van tornar a descendir pel riu i es van assentar durant un temps a la zona entre la ciutat actual d'Amatebe i Kolowari.
Okita, fill d'Oporoza II va tenir tres fills principals: Kumbo, Kabo i Gbaran, a més de moltes filles. Aquests tres són els fundadors dels tres clans esmentats. Gbaran va abandonar l'assentament del seu avi amb tota la seva família i va emigrar descendint pel riu Nun i es van assentar a prop de l'actual ciutat de Kaiama. Des d'aquí va fundar la ciutat d'Okotiama (anomenada així en honor del seu fill Okoti). A partir d'aquest lloc, els seus descendents van fundar altres poblacions: Ogboloma, Negudo, Koroama, Obinagha, Agbia i Ibiaye.

### Esdeveniments recents
- 11 d'abril de 2008: Dins del conflicte del delta del Níger, joves gbarans de Yenagoa van fer operacions contra l'estació extractora de petroli d'Etelebou, propietat de la Shell. Aquests van irrompre en l'estació de flux de petroli i van perseguir els seus treballadors, inclòs els estrangers.[3]